# Portellsaurus
Portellsaurus („Plaz z oblasti Portell de Morella“) byl rod ornitopodního dinosaura žijícího v období rané křídy (geologický věk barrem až apt, asi před 130 miliony let) na území dnešního východního Španělska (provincie Castellón).

## Objev a popis
Fosilie tohoto ptakopánvého dinosaura byly objeveny roku 1998 v sedimentech geologického souvrství Margas de Mirambell a mají podobu fragmentu pravé čelistní (dentální) kosti. Formálně byl druh Portellsaurus sosbaynati popsán čtyřčlenným týmem paleontologů v červenci roku 2021. Rodové jméno odkazuje k místu objevu v oblasti Portell de Morella, druhové je poctou španělskému geologovi jménem Vincente Sos Baynat.

## Zařazení
Portellsaurus byl podle fylogenetické analýzy v popisné studii nehadrosauridní hadrosauroid, spadající do širšího kladu Hadrosauriformes, ale již ne do užší taxonomické skupiny Hadrosauromorpha. Mezi jeho nejbližší příbuzné patřil patrně asijský rod Bolong a africký Ouranosaurus.